# Saltos ornamentais no Campeonato Europeu de Esportes Aquáticos de 2012 - Plataforma 10 m individual feminino
A prova da plataforma 10 m individual feminino dos saltos ornamentais no Campeonato Europeu de Esportes Aquáticos de 2012 foi realizada no dia 16 de maio em Eindhoven nos Países Baixos. 

## Calendário
| Fase       | Data       | Hora  |
| ---------- | ---------- | ----- |
| Preliminar | 16 de maio | 14:00 |
| Final      | 16 de maio | 19:30 |

Todos os horários estão no horário local (UTC+1)

## Medalhistas
| Ouro                   | Prata             | Bronze            |
| Yulia Prokopchuk (UKR) | Noemi Batki (ITA) | Maria Kurjo (GER) |

## Resultados
Esses foram os resultados da competição.
| Pos.              | Saltador             | Nacionalidade | Preliminar | Preliminar | Final  | Final |
| Pos.              | Saltador             | Nacionalidade | Pontos     | Pos.       | Pontos | Pos.  |
| ----------------- | -------------------- | ------------- | ---------- | ---------- | ------ | ----- |
| Medalha de ouro   | Yulia Prokopchuk     | Ucrânia       | 355.15     | 1          | 321.55 | 1     |
| Medalha de prata  | Noemi Batki          | Itália        | 322.35     | 3          | 315.60 | 2     |
| Medalha de bronze | Maria Kurjo          | Alemanha      | 303.30     | 5          | 312.65 | 3     |
| 4                 | Nora Subschinski     | Alemanha      | 322.45     | 2          | 301.70 | 4     |
| 5                 | Monique Gladding     | Reino Unido   | 320.85     | 4          | 300.70 | 5     |
| 6                 | Audrey Labeau        | França        | 264.35     | 9          | 300.25 | 6     |
| 7                 | Natalia Goncharova   | Rússia        | 285.45     | 6          | 293.75 | 7     |
| 8                 | Stacie Powell        | Reino Unido   | 261.30     | 11         | 292.15 | 8     |
| 9                 | Laura Marino         | França        | 273.95     | 8          | 275.50 | 9     |
| 10                | Yulia Koltunova      | Rússia        | 284.50     | 7          | 274.65 | 10    |
| 11                | Mara Elena Aiacoboae | Roménia       | 263.70     | 10         | 272.70 | 11    |
| 12                | Iira Laatunen        | Finlândia     | 249.00     | 12         | 214.80 | 12    |
| 13                | Brenda Spaziani      | Itália        | 247.75     | 13         |        |       |
| 14                | Julia Lönnegren      | Suécia        | 244.45     | 14         |        |       |
| 15                | Corina Popovici      | Roménia       | 236.20     | 15         |        |       |
| 16                | Villő Kormos         | Hungria       | 223.90     | 16         |        |       |
| 17                | Ginni van Katwijk    | Países Baixos | 210.75     | 17         |        |       |
| 18                | Zsófia Reisinger     | Hungria       | 196.60     | 18         |        |       |